# 糸数阳一
糸数阳一（日语：／ Itokazu Yōichi，1991年5月24日—），日本男子举重运动员，2013年世界大运会男子62公斤级银牌得主、2017年世界举重锦标赛男子62公斤级银牌得主、2020年亚洲举重锦标赛男子61公斤级铜牌得主。